# Herminia rectalis
Herminia rectalis là một loài bướm đêm trong họ Noctuidae.